# François Blais (député fédéral)
Pour les articles homonymes, voir François Blais et Blais.
François Blais, né le 22 août 1875 à Saint-Paul-de-Montminy et mort le 2 juin 1949, est un agriculteur, marchand de bois, entrepreneur et homme politique canadien.
Né à Saint-Paul-de-Montminy dans la région de Chaudière-Appalaches, M. Blais est élu député libéral indépendant dans la circonscription fédérale de Chapleau en 1935. Il ne se représente pas en 1940. Il meurt en 1949, à l'âge de 73 ans.